# Namibcypris costata
Namibcypris costata é uma espécie de crustáceo da família Candonidae. É endémica da Namíbia.